# S3 Graphics

Altes Logo

S3 Graphics ist ein US-amerikanisches Unternehmen mit Firmensitz in Fremont, Kalifornien, und wurde ursprünglich als Joint-Venture zwischen SonicBlue, ehemals S3 Inc., und VIA Technologies gegründet. Ziel war die Integration von S3 Grafikcores in Chipsätze von VIA. Zwischenzeitlich wurde S3 Graphics komplett von VIA Technologies übernommen und gehört als eigenständiges Tochterunternehmen zum Konzern.
Seit der Übernahme durch VIA Technologies versucht S3 Graphics mit verschiedenen Grafikchips wieder Fuß im Desktopmarkt zu fassen. Grafikkerne von S3 werden in den vielen verschiedenen IGPs von VIA Technologies verbaut.

## Desktop-Chips

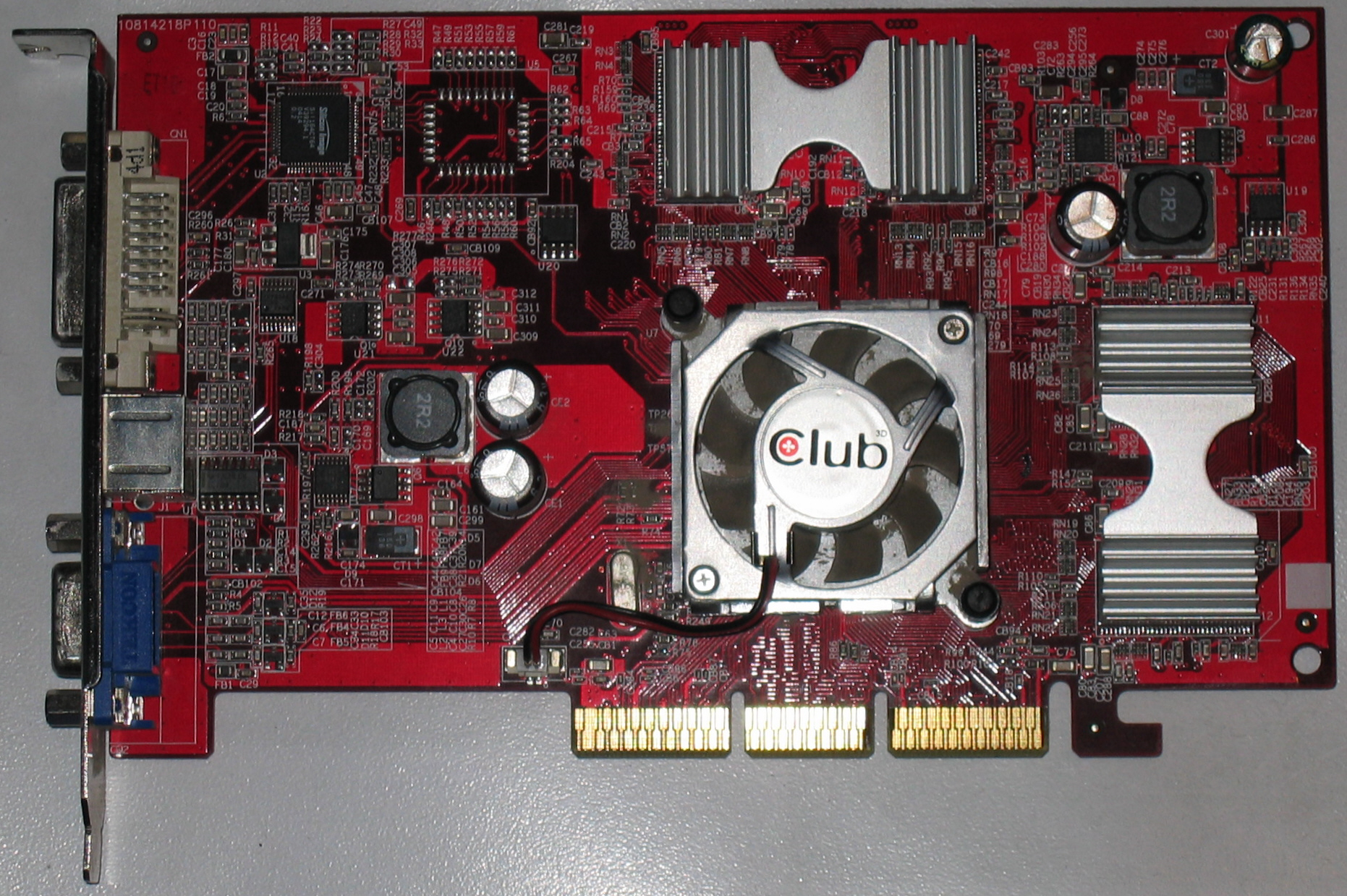
AGP-Grafikkarte mit DeltaChrome S8-Chip (Club-3D CG3-S86TVD)

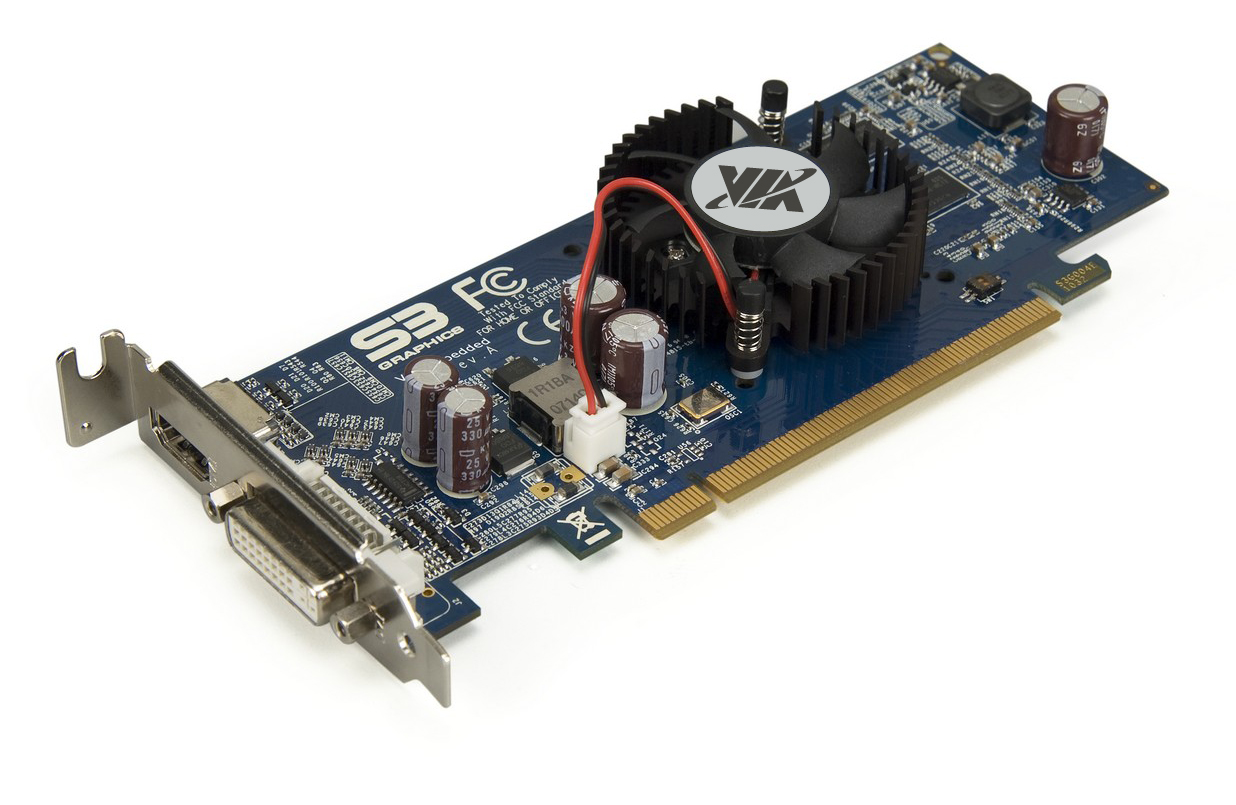
Low-Profile-PCIe-Grafikkarte mit S3 C-5400E

2003 wurde mit dem DeltaChrome S8 und DeltaChrome S4 der erste Versuch eines Comebacks in dem umkämpften Grafikchip-Markt gestartet.
Anfang 2005 wurde dann der GammaChrome S18 als Nachfolger des DeltaChrome angekündigt.
Im Herbst 2005 gab S3 Graphics die neue Chrome-S20-Familie offiziell bekannt.
Im März bzw. Mai 2008 erschienen die Chrome 430 GT (eine echte DX10.1-GPU), sowie die höher getaktete und mit GDDR3-RAM ausgestattete Chrome 440 GTX. Später in diesem Jahr erschienen die Chrome 530 GT (erstmals 512 MB RAM) und die bislang schnellste S3-Grafikkarte Chrome 540 GTX.
Mit MultiChrome lassen sich zwei oder mehrere S3-Grafikkarten der Generationen S25/S27 und Chrome 400/500 zur Steigerung der Performance gleichzeitig betreiben (AFR & SFR, vergleichbar mit Techniken wie SLI, SLI oder Crossfire).
Im Oktober 2009 wurde der Chrome 5400E vorgestellt, der GPGPU-Berechnungen mit OpenCL unterstützen soll.

## IGPs
Das als Twister bekannte erste Projekt von S3 Graphics nach der Übernahme durch VIA Technologies war die Integration von Savage-4-Grafikkernen in Chipsätze von VIA.
ProSavage und ProSavageDDR sind verbesserte Varianten dieser IGPs und basieren auf einer Mischung zwischen Savage 4 und Savage 2000-Grafikkernen.
Unter dem Namen UniChrome wurde ein als Zoetrope (AlphaChrome / Savage XP) entwickelter neue Grafikkern für IGPs auf den Markt gebracht, um die veralteten Twister- und ProSavage-IGPs zu ersetzen.
Da die Aero-Oberfläche von Windows Vista einen DirectX-9-fähigen Grafikchip voraussetzt, wurde mit der Integration des DeltaChrome-Grafikkerns als Chrome9 HC begonnen. Diese Version sollte UniChrome vollständig ersetzen.
Inzwischen sind auch die aktuellen DX10.1-kompatiblen GPUs Chrome 400/500 als IGPs verfügbar.